# Americana (Brasile)
Americana è un comune del Brasile nello Stato di San Paolo. Fa parte della Regione Metropolitana di Campinas. La città possedeva 231 621 abitanti al censimento del 2016 e si estende su una superficie di 133,930 km².

## Storia
Dopo il 1866, molti confederati della guerra civile americana si stabilirono nella regione. A seguito della guerra civile, la schiavitù venne abolita negli Stati Uniti. Nel Brasile, però, la schiavitù era ancora legale, rendendola una posizione particolarmente attraente agli ex confederati, tra i quali l'ex senatore dello Stato dell'Alabama, William Hutchinson Norris. A seguito della forte immigrazione italiana tra il XIX secolo e l'inizio del XX secolo, oggi solo il 10% della popolazione è originaria dei profughi americani, e le famiglie che parlano ancora inglese sono una dozzina. La città iniziò a svilupparsi a partire dal 1875, quando venne aperta una stazione ferroviaria e iniziò la produzione di una fabbrica di tessitura del cotone in una vicina fattoria.
La città era nota come Vila dos Americanos ("Villaggio degli americani") fino al 1904, quando apparteneva alla città di Santa Bárbara d'Oeste. Divenne distretto nel 1924 e infine comune nel 1953.

## Evoluzione demografia
Abitanti censiti

## Società
Circa trecento Confederados sono membri della Fraternidade Descendência Americana (Fraternità dei discendenti americani). Si incontrano trimestralmente al Campo Cemetery.

## Cultura
Americana possiede diversi musei e attrazioni turistiche, tra cui il Museo Storico Pedagogico e il Museo d'Arte Contemporanea.

## Sport
Il Rio Branco Esporte Clube, fondato nel 1913, è la principale squadra di calcio della città. La squadra gioca alle partite casalinghe all'Estádio Décio Vitta, che possiede una capacità di 16 000 posti.

## Religione
Il Cristianesimo è presente nel comune come segue:

### Cattolicesimo
La chiesa cattolica nel comune fa parte della diocesi di Limeira.

### Protestantesimo
In città sono presenti le credenze evangeliche più diverse, principalmente pentecostali, compresa la Chiesa assemblee di Dio brasiliana (la più grande chiesa evangelica del paese), Chiesa Congregazione cristiana nel Brasile, tra gli altri. Queste denominazioni crescono sempre di più in tutto il Brasile.